# Transverberación

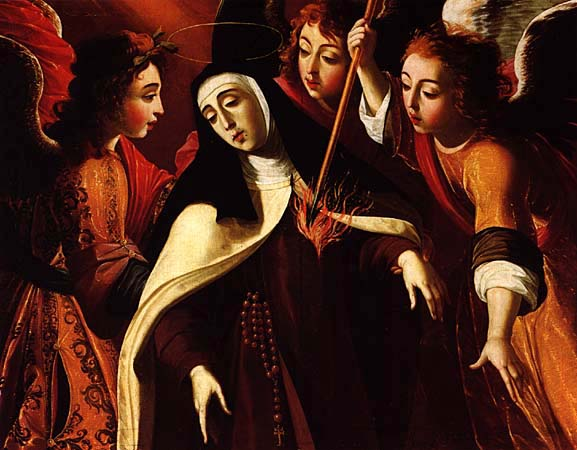
La transverberación de Santa Teresa. Pintado por Josefa de Óbidos en 1672. Óleo sobre tela.

Transverberación (del latín: transverberatĭo, que significa "traspasar") es una experiencia mística que, en el contexto de la religiosidad católica, ha sido descrita como un fenómeno en el cual la persona que logra una unión íntima con Dios siente traspasado el corazón por un fuego sobrenatural. El ejemplo más conocido es el éxtasis de Santa Teresa.

## Descripción
En la teología y en la espiritualidad católica la transverberación es considerada un regalo espiritual otorgado a personas que logran una intimidad mística con Dios, consistente en una «herida espiritual en el corazón», otorgada como señal del amor profundísimo a Dios por parte del místico.
En el caso de Santa Teresa de Ávila, el fenómeno es descrito en su obra autobiográfica "Libro de la Vida", en el que relata una visión que tuvo hacia 1562 donde un ángel se le apareció y clavó una flecha ígnea en su corazón:

«Vía un ángel cabe mí hacia el lado izquierdo en forma corporal, lo que no suelo ver sino por maravilla. [...] No era grande, sino pequeño, hermoso mucho, el rostro tan encendido que parecía de los ángeles muy subidos, que parecen todos se abrasan. Deben ser los que llaman Querubines [...]. Viale en las manos un dardo de oro largo, y al fin de el hierro me parecía tener un poco de fuego. Este me parecía meter por el corazón algunas veces, y que me llegaba a las entrañas. Al sacarle, me parecía las llevaba consigo y me dejaba toda abrasada en amor grande de Dios.»
Libro de la Vida. Capítulo XXIX.

Si bien el caso de santa Teresa es el más conocido, la tradición católica le atribuye este don divino a otros santos tales como Catalina de Siena, Beatriz de Nazaret, Margarita María Alacoque, Felipe Neri, Pío de Pietrelcina, Francisco de Sales, Verónica Giuliani, Santa Teresa del Niño Jesús, entre otros.